# 上野貴穂
上野 貴穂（うえの きほ、1994年10月13日 - ）は、奈良県出身のキャスター。スターダストプロモーション所属。

## 略歴
平成28年度27代ミス奈良（現：NARA CITY コンシェルジュ）、平成29年度宝くじ幸運の女神。
同志社女子大学現代社会学部現代こども学科を卒業後、2018年12月よりスターダストプロモーションに所属。
おもにキャスター活動を務め、事務所所属タレントによるイベントの進行役も務めている。

## 人物
趣味は御朱印集め。特技は回転。

## 出演

### web
- 芸能もういっちょ（auヘッドライン / AbemaTV、2019年[6] - ）

#### テレビ
- 未来をつくる　こどもクリニック(2019年6月1日 - 、千葉テレビ）
- 大阪ほんわかテレビ「情報喫茶室」コーナー担当 (2021年-、読売テレビ)